# Der Hammer (Film)

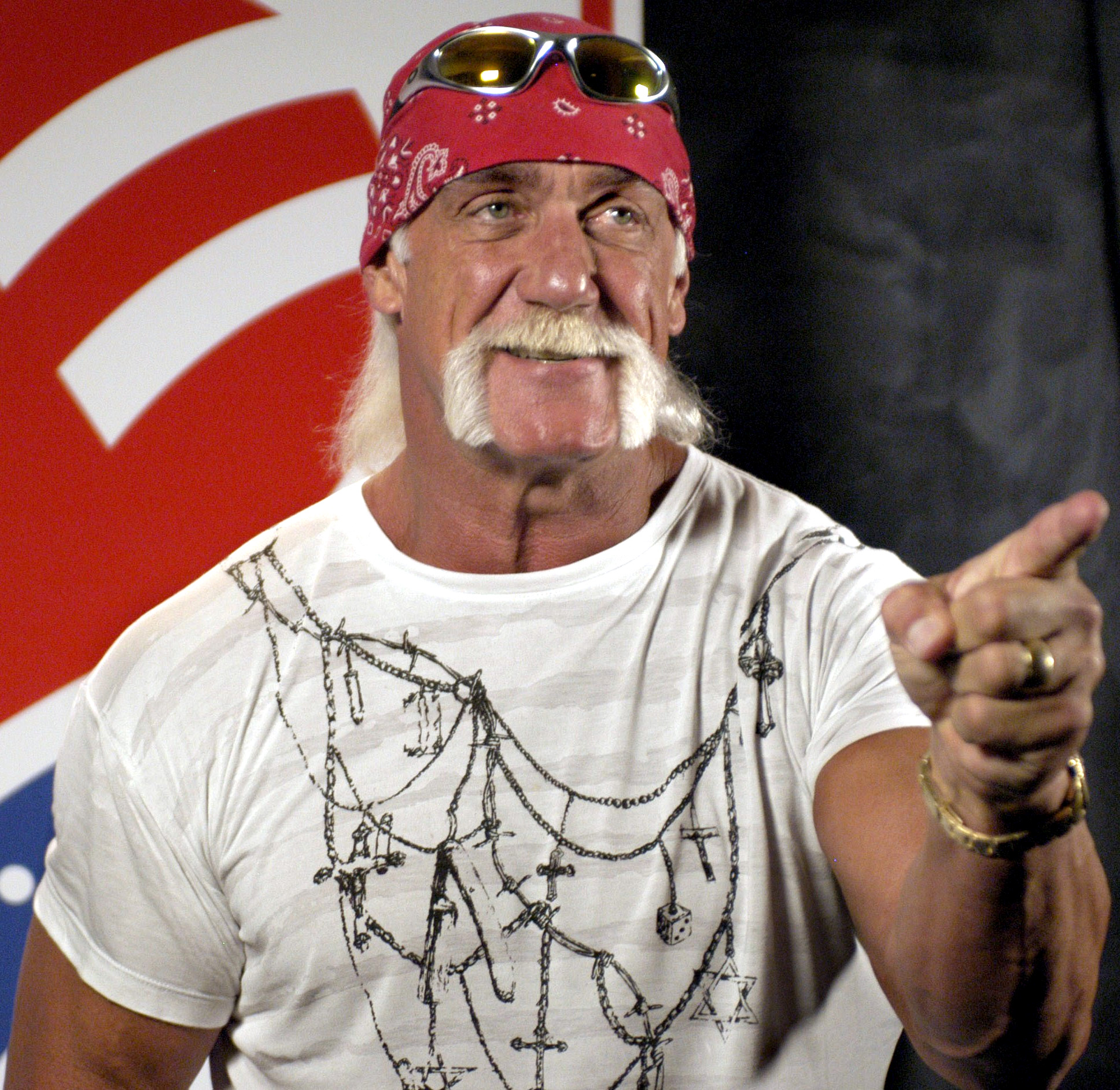
Hauptdarsteller Hulk Hogan

Der Hammer (Originaltitel: No Holds Barred) ist ein US-amerikanischer Actionfilm von Thomas J. Wright. Der Film wurde von der World Wrestling Federation finanziert und ist die erste Hauptrolle des Wrestlingstars Hulk Hogan. In Österreich wurde er als Hulk Hogan – Der Hammer gezeigt.

## Handlung
Rip ist ein sehr populärer Wrestler, der sämtliche Einschaltquoten anführt. Brell, einem cholerischen und raffgierigen CEO des Konkurrenzsenders World Television Network (WTN), ist der sympathische Wrestler ein Dorn im Auge. Er versucht ihn mit einem Blankoscheck aufzukaufen, doch Rip ist zu integer und zu prinzipientreu und stopft ihm den Scheck in den Mund. Auf der Heimfahrt in einer Limousine gerät Rip in einen Hinterhalt, kann jedoch die Männer von Brell problemlos erledigen.
Brell hat nun eine neue Strategie: In einer heruntergekommenen Kneipe für Rocker lässt er das Spektakel Die Schlacht der harten Jungs (Battle of the Tough Guys) senden und zeigt brutale Kämpfe. Dem Gewinner winken 100.000 US-Dollar. Ein riesiger, schielender schwarzer Hüne sackt schließlich das Geld ein. Rips Trainer, der mit seinem Schützling den Kampf sieht, erkennt in ihm einen ehemaligen Schüler wieder, der nicht zu kontrollieren sei. Zeus wurde vom Wrestling ausgeschlossen und hatte jahrelang im Gefängnis gesessen, weil er im Ring nach einem Kampf einen Mann getötet hat. Brells Strategie geht auf: WTN hat sehr gute Einschaltquoten. Dass sich einige Zuschauer ob der Brutalität beschweren, interessiert den Geschäftsmann nicht. Die zweite Schlacht der harten Jungs findet in einem Stahlwerk statt.
Brell schleust die Promoterin Samantha Moore als Spion in Rips Team ein. Bei einer Promo-Tour verhindert Rip einen Raubüberfall, und selbst als die beiden in einem Hotelzimmer übernachten müssen, verhält sich Rip vorbildlich. Samantha steigt daher aus Brells Team aus und wird dafür von ihrem Auftraggeber verprügelt. Sie schließt sich schließlich Rips Team an.
Bei einem Kindersportfest taucht unvermittelt Zeus auf und fordert Rip offen heraus, der jedoch aus Sorge um das Wohl der Kinder ablehnt. Brell versucht ihn weiter zu provozieren: Einer seiner Schergen versucht Samantha zu vergewaltigen, was jedoch in letzter Sekunde von Rip verhindert werden kann. Nach einem weiteren Kampf von Zeus fällt ihm schließlich Rips Bruder Randy in die Hände. Zeus schlägt ihn krankenhausreif und Rip nimmt die Herausforderung an.
Am Kampftag lässt Brell Samantha im Aufzug entführen und behält sie als Geisel, um sicherzugehen, dass Rip nach zehn Minuten verliert. Sein Plan scheint tatsächlich aufzugehen: Zeus behält die Oberhand und setzt Rip hart zu. Samantha kann sich jedoch befreien. Als Rip sie sieht, schlägt er endlich zurück und besiegt Zeus. Brell, der zwischenzeitlich in einem Wutanfall den kompletten Aufnahmeraum zerstört hat, weicht vor Rip zurück und erhält einen tödlichen Elektroschock.

## Synchronisation
| Darsteller          | Sprecher           | Rolle        |
| ------------------- | ------------------ | ------------ |
| Hulk Hogan          | Wolfgang Kühne     | Rip          |
| Kurt Fuller         | Arne Elsholtz      | Brell        |
| Bill Henderson      | Horst Sachtleben   | Charlie      |
| Patrick O’Bryan     | Philipp Moog       | Craig        |
| Gene Okerlund       | Hartmut Neugebauer | Mean Gene    |
| Dick Klinger        | Reinhard Glemnitz  | Mr. Greene   |
| Bruce Taylor        | Willi Röbke        | Mr. Johnson  |
| Charles Levin       | Ulrich Frank       | Ordway       |
| George Lawes        | Willi Röbke        | Ringsprecher |
| Joan Severance      | Madeleine Stolze   | Samantha     |
| David Paymer        | Ivar Combrinck     | Unger        |
| Tommy 'Tiny' Lister | Michael Mendl      | Zeus         |

## Hintergrund
Nach Kurzauftritten in Rocky III – Das Auge des Tigers und diversen Fernsehserien ist Der Hammer das eigentliche Debüt von Hulk Hogan als Hauptdarsteller. Der Film, der von ihm und WWF-Chef Vince McMahon finanziert wurde, sollte den Weg für Hogans spätere Schauspielkarriere ebnen. Im Film sind viele Kollegen und Freunde von Hogan zu sehen: Gene Okerlund und Jesse Ventura sind als Wrestling-Kommentatoren zu sehen, Howard Finkel hat eine Gastrolle als Ringsprecher und beim Finale ist Carl Weathers im Publikum. Hogans Gegner im Wrestlingmatch zu Beginn des Films, Jake Bullet, wurde von William Eadie dargestellt, der bei WWE als Ax am bekanntesten war, einem Teil der zweifachen WWE World Tag Team Champions Demolition. Stan Hansen, der vor allem in Japan Legendenstatus genießt, spielte Neanderthal, den Riesen in der Bar. Jeep Swenson spielte Lugwrench Perkins, Zeus’ Gegner im Stahlwerk. Am meisten bekannt ist er aus seiner Zeit als The Ultimate Solution (als Partner von Tiny Lister Jr.) bei World Championship Wrestling sowie in seiner Filmrolle als Bane im 1997 veröffentlichten Joel-Schumacher-Film Batman & Robin.
Der Film war bis Oktober 2013 ab 18 Jahren freigegeben, wurde dann jedoch nach einer Neuprüfung auf die Altersfreigabe ab 16 Jahren heruntergestuft.
Hulk Hogan verletzte sich in der Szene, in der er einen Spiegel mit der bloßen Faust zerstörte, an der Hand.

## Erfolg
In den USA rangierte Der Hammer in der Eröffnungswoche direkt hinter Indiana Jones und der letzte Kreuzzug auf Platz 2 der Box-Office-Charts. Der Film spielte dennoch lediglich 16,093,651 US-Dollar ein und gilt als Misserfolg.
Zeus trat zur Promotion des Films mehrmals als Wrestler auf, unter anderem bei der Survivor Series 1989 und beim Summer Slam 1989. Als Pay-per-View wurde am 27. Dezember 1989 der Event No Holds Barred: The Match/The Movie ausgestrahlt. Nach dem Film wurde ein Steel-Cage-Match zwischen Hulk Hogan und Brutus Beefcake auf der einen und Randy Savage und Zeus auf der anderen Seite gezeigt, das bereits am 12. Dezember 1989 in Nashville aufgezeichnet wurde. Tommy Lister Jr., der Darsteller des Zeus, war allerdings kein Wrestler und so wurden die Kämpfe von vielen Wrestling-Fans als Zumutung empfunden. Der Pay-Per-View hatte auch wesentlich geringere Einschaltquoten als die sonstigen WWF-Großveranstaltungen und markierte auch das vorläufige Ende von „Zeus’“ Wrestling-Karriere. Tiny Lister Jr. trat danach nur noch zweimal als Wrestler auf, gegen Abdullah the Butcher in beim WCW-PPV Uncensored 1996 als Mitglied des Dungeon of Doom.

## Kritiken
Der Film hat einen starken Trash-Charakter, der ihn bei den Kritikern durchfallen ließ. Insbesondere die schauspielerischen Leistungen wurden sehr negativ bewertet.

„Ein blonder Muskelprotz muß nach Intrigen eines abgefeimten Fernsehmachers im Catcher-Ring gegen einen bösartigen animalischen Schläger antreten. Geistlose und wüste Nonstopschlägerei mit Seitenhieben auf das Kommerzfernsehen, dilettantisch auf Spielfilmlänge aufgebläht.“

Am 19. Juni 2015 wurde der Film im Rahmen der Tele-5-Reihe Die schlechtesten Filme aller Zeiten gezeigt.